# Caius Asinius Gallus
Caius Asinius Gallus est un homme politique des débuts de l'Empire romain. Il est le fils de Caius Asinius Pollio, consul en 40 av. J.-C.
En 11 av. J.-C., il épouse Vipsania Agrippina, fille de Marcus Vipsanius Agrippa et ex-épouse de Tibère, et ont plusieurs enfants :
- Caius Asinius Pollio, consul en 23, exilé comme auteur d'une conspiration et plus tard assassiné sous les ordres de l'impératrice Messaline.
- Marcus Asinius Agrippa, consul en 25 et meurt en 26.
- Gnaeus Asinius Saloninus, décède en 22.
- Servius Asinius Celer, consul suffect en 38.
- Lucius Asinius Gallus, qui conspire en 46 contre Claude. Exilé puis réhabilité.
- Asinia, épouse de Caius Pomponius Graecinus, consul suffect en 16.
- un certain Gnaeus Asinius.

Il est consul en 8 av. J.-C., et proconsul d'Asie en 6-5 av. J.-C. Il est un ami de l'empereur Auguste et un adversaire de l'empereur Tibère. Il introduit des mesures au Sénat pour diminuer les pouvoirs de Tibère et essayer de déshonorer le dirigeant. Il embarrasse Tibère publiquement lors de sa prise de pouvoir en 14,.
Asinius Gallus ne renie jamais sa paternité du fils de Tibère et Vipsania Agrippina, Julius Caesar Drusus, héritier du trône de 19 à 23, ce qui signifie qu'il pourrait être le père de l'enfant que Vipsania attend lors de son divorce. Après la mort de Vipsania, il courtise la veuve de Germanicus, Agrippine l'Aînée. Cela, et la force de son esprit, combinés au fait qu'il était marié à Vipsania, lui vaut l'inimitié de Tibère.
En 30, à l'instigation de Tibère, qui prétend qu'Asinius a commis l'adultère avec Agrippine l'Aînée, l'opposante de Séjan que Tibère a bannie en 29, le Sénat déclare Asinius « ennemi public », et il est tenu dans un confinement solitaire, et son nom est effacé de tous les monuments publics (damnatio memoriae), bien qu'il soit restauré à la mort de l'empereur.
Il meurt de faim en l'an 33 (voire dès 30)  après trois ans de détention,.